# Arnouville
Arnouville är en kommun i departementet Val-d'Oise i regionen Île-de-France i norra Frankrike. Kommunen ligger i kantonen Villiers-le-Bel som tillhör arrondissementet Sarcelles. År 2022 hade Arnouville 14 898 invånare.

## Befolkningsutveckling
Antalet invånare i kommunen Arnouville
| Referens: INSEE |